# OPGW
 (février 2024).
 (février 2013).
Le contenu est difficilement compréhensible vu les erreurs de traduction, qui sont peut-être dues à l'utilisation d'un logiciel de traduction automatique.
Un câble de garde à fibres optiques - également connu sous le sigle en anglais OPGW pour Optical ground wire, ou dans la norme IEEE, fibre optique composite (câble de garde) - est un type de câble qui est utilisé dans la construction de transmission de puissance électrique et des lignes de distribution. 
Un câble de ce type combine les fonctions de mise à la terre et de communication. Un câble OPGW contient une structure tubulaire avec une ou plusieurs fibres optiques dans celui-ci, entouré par des couches de fil d'acier et d'aluminium. Un câble OPGW est utilisé entre le sommet des pylônes électriques à haute tension : la partie conductrice du câble sert de liaison à la terre, et protège les conducteurs à haute tension de la foudre. Les fibres optiques dans le câble peuvent être utilisées pour la transmission rapide des données, que ce soit à des fins propres de gestion du réseau électrique pour la protection et le contrôle de la ligne de transmission, par la voix de l'utilité et de communication de données, ou peuvent être loués ou vendus à des tierces parties afin de  servir d'interconnexion fibre à grande vitesse entre les villes[réf. souhaitée].
La fibre optique elle-même est un isolant et une protection contre la ligne de transmission d'énergie par induction et la foudre, le bruit extérieur et de diaphonie. Typiquement les câbles OPGW contiennent des fibres monomodes optiques avec perte de transmission faible, ce qui permet une transmission longue distance à haute vitesse. L'aspect extérieur d'un câble OPGW est similaire à un câble ACSR habituellement utilisé pour les fils de blindage.

## Histoire
Un câble OPGW a été breveté par le BICC en 1977[réf. souhaitée] et l'installation de câbles optiques terrestres s'est répandue à partir des années 1980. Dans l'année record de 2000, environ 60,000 km de OPGW a été installé dans le monde entier. Asie, notamment en Chine, est devenue le plus grand marché régional pour OPGW utilisé dans la construction de lignes de transmission.

## Construction
Plusieurs styles de OPGW sont faites. Dans un type, entre 8 et 48 des fibres optiques en verre sont placés dans un tube en matière plastique. Le tube est inséré dans un tube en acier inox, en aluminium ou en aluminium revêtu, avec une certaine longueur de mou de fibre autorisés à empêcher toute contrainte sur les fibres de verre. Les tubes de protection sont remplis de graisse à protéger l'unité de fibre à partir d'eau et de protéger le tube en acier de la corrosion, les interstices du câble sont remplis de graisse. Le tube est coincé dans le câble avec des brins en aluminium, en alliage d'aluminium ou en acier, semblable à un câble ACSR. Les brins d'acier offrent une résistance, et les brins en aluminium garantissent une conductivité électrique. Pour nombre de fibres très grandes, jusqu'à 144 fibres dans un câble, tubes multiples sont utilisés.
Dans d'autres types, une tige d'aluminium présente plusieurs rainures en spirale autour de l'extérieur, dans lequel des fibres de guides d'ondes sont prévues. L'unité de fibre est recouverte d'une matière plastique ou bande en acier, et l'ensemble entouré de brins en aluminium et en acier.
Fibres individuelles peuvent être détachées en "tampons" tubes, où le diamètre intérieur du tube est supérieure à la fibre de diamètre extérieur, ou peut être "étanche tampon" où le tampon de matière plastique est enduit directement sur le verre. Fibres pour OPGW sont monomode de type [1].

## Comparaison avec d'autres méthodes
Des fibres optiques sont utilisées par les services publics comme une alternative à un point particulier à signaler systèmes à micro-ondes, courants porteurs en ligne ou des circuits de communication des câbles métalliques.
OPGW comme moyen de communication présente certains avantages sur câble en fibre optique enterrée. Le coût d'installation par kilomètre est inférieur à un câble enterré. En effet, les circuits optiques sont protégés contre les contacts accidentels par des câbles haute tension (ci-dessous et par l'élévation de la masse de OPGW). Un circuit de communication réalisée par un câble OPGW frais généraux est peu probable d'être endommagés par les travaux d'excavation, travaux routiers ou de l'installation des canalisations enterrées. Depuis l'encombrement et le poids d'un OPGW est semblable à du fil de masse régulière, les tours supportant la ligne ne connaissent pas de chargement supplémentaire en raison du poids du câble, du vent et des charges de glace.
Une alternative à OPGW est d'utiliser des câbles de puissance pour soutenir un faisceau de fibres installé séparément. D'autres solutions comprennent notamment porteurs de fibres composites conducteurs de puissance (CPVP), ou en utilisant des tours de transmission pour soutenir un diélectrique séparé All-câble à fibre autoporteur sans éléments conducteurs.

## Application
Un utilitaire peut installer beaucoup plus de fibres dont il a besoin pour ses communications internes à la fois pour tenir compte des besoins futurs et de louer ou de vendre à des sociétés de télécommunications. Les frais de location pour ces «fibres noires» (pièces de rechange) peuvent constituer une source importante de revenus pour la compagnie d'électricité. Toutefois, lorsque les droits de passage pour une ligne de transmission ont été expropriés par les propriétaires fonciers, les services publics ont parfois été limités des accords de crédit-bail sur la base de tels que le droit de passage d'origine n'a été accordés pour la transmission d'énergie électrique. [3]
Lignes de distribution à basse tension peut également effectuer des fils OPGW pour le collage et les communications, mais les services publics peuvent également installer tous les diélectriques autoporteurs (ADSS) câbles sur les lignes de poteaux de distribution. Ces câbles sont assez semblables à ceux utilisés pour le téléphone et la distribution de télévision par câble.
Alors qu'OPGW est facile à installer dans les nouvelles constructions, les services d'électricité trouver la capacité accrue de fibres si utile que les techniques ont été élaborées pour le remplacement des fils de terre avec OPGW sur des lignes sous tension. En direct en ligne des techniques de travail sont utilisés pour re-brin avec les tours OPGW remplaçant le type entièrement métallique de câbles de garde aériens.
Installation de OPGW nécessite une certaine planification supplémentaire, car il est impossible de raccorder un câble OPGW à mi-portée, les longueurs de câble acheté doit être coordonné avec les travées entre les tours pour éviter le gaspillage. Où les fibres doivent être assemblés entre des longueurs, une boîte de jonction étanche est installé sur une tour;. Une boîte semblable est utilisé pour le passage de OPGW à une plante à fibres à l'extérieur du câble seulement à relier les fibres à l'équipement terminal.